# Duberty Aráoz
Duberty Aráoz, manchmal auch Duberto Aráoz (* 21. Dezember 1920; † unbekannt), war ein bolivianischer Fußballspieler. Der Mittelfeldspieler nahm mit der bolivianischen Nationalmannschaft an der Fußball-Weltmeisterschaft 1950 teil. 

## Karriere

### Verein
Auf Vereinsebene spielte Duberty Aráoz von 1946 bis 1951 für den CD Litoral. Weitere Daten über seine Karriere sind nicht bekannt.

### Nationalmannschaft
Aráoz nahm mit der Nationalmannschaft am Campeonato Sudamericano 1947 teil und bestritt sechs der sieben Spiele. 1950 nahm er mit Bolivien an der Weltmeisterschaft in Brasilien teil. Dort kam er bei der 0:8-Niederlage im einzigen Spiel gegen den späteren Weltmeister Uruguay nicht zum Einsatz.